# Mutugenna
Mutugenna (łac. Diocesis Mutugennensis) – stolica historycznej diecezji w Cesarstwie rzymskim w prowincji Numidia zlikwidowana w VII w. podczas ekspansji islamskiej, współcześnie w północnej Algierii. Obecnie katolickie biskupstwo tytularne.

## Biskupi tytularni
| Lp. | Biskup                    | Funkcja                                | Od                | Do              |
| --- | ------------------------- | -------------------------------------- | ----------------- | --------------- |
| 1   | Thomas Joseph Mardaga     | biskup pomocniczy Baltimore (USA)      | 9 grudnia 1966    | 9 marca 1968    |
| 2   | Philippe Lussier          | emerytowany biskup Saint Paul (Kanada) | 17 sierpnia 1968  | 15 grudnia 1970 |
| 3   | Mathias William Schmidt   | biskup pomocniczy Jataí (Brazylia)     | 10 czerwca 1972   | 14 maja 1976    |
| 4   | Bernardino Rivera Alvarez | biskup pomocniczy Potosí (Boliwia)     | 22 listopada 1976 | 12 lipca 2010   |
| 5   | Roberto Bordi             | biskup pomocniczy El Beni (Boliwia)    | 6 listopada 2010  |                 |